# Zastrzelenie Breonny Taylor

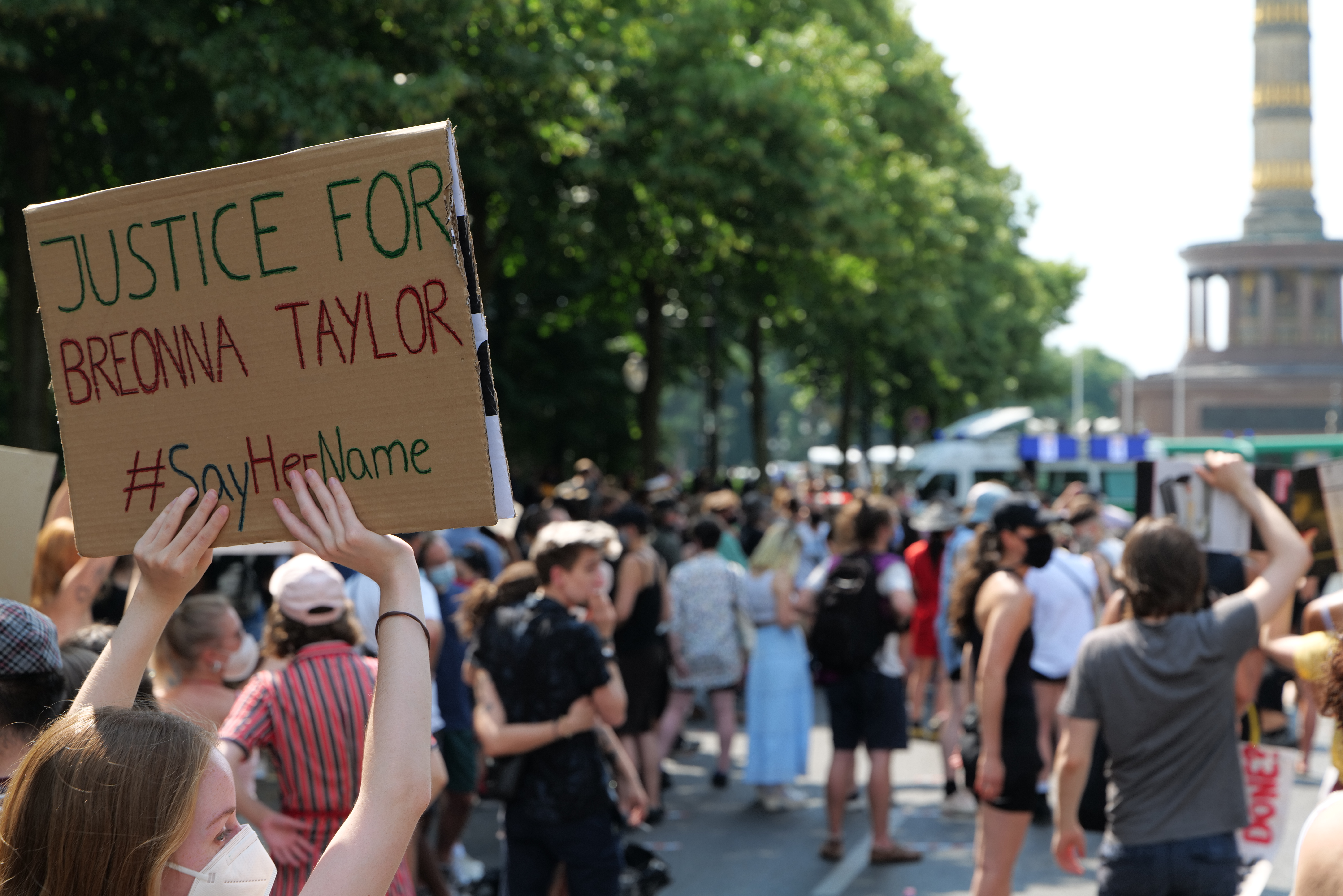
Protest w Berlinie

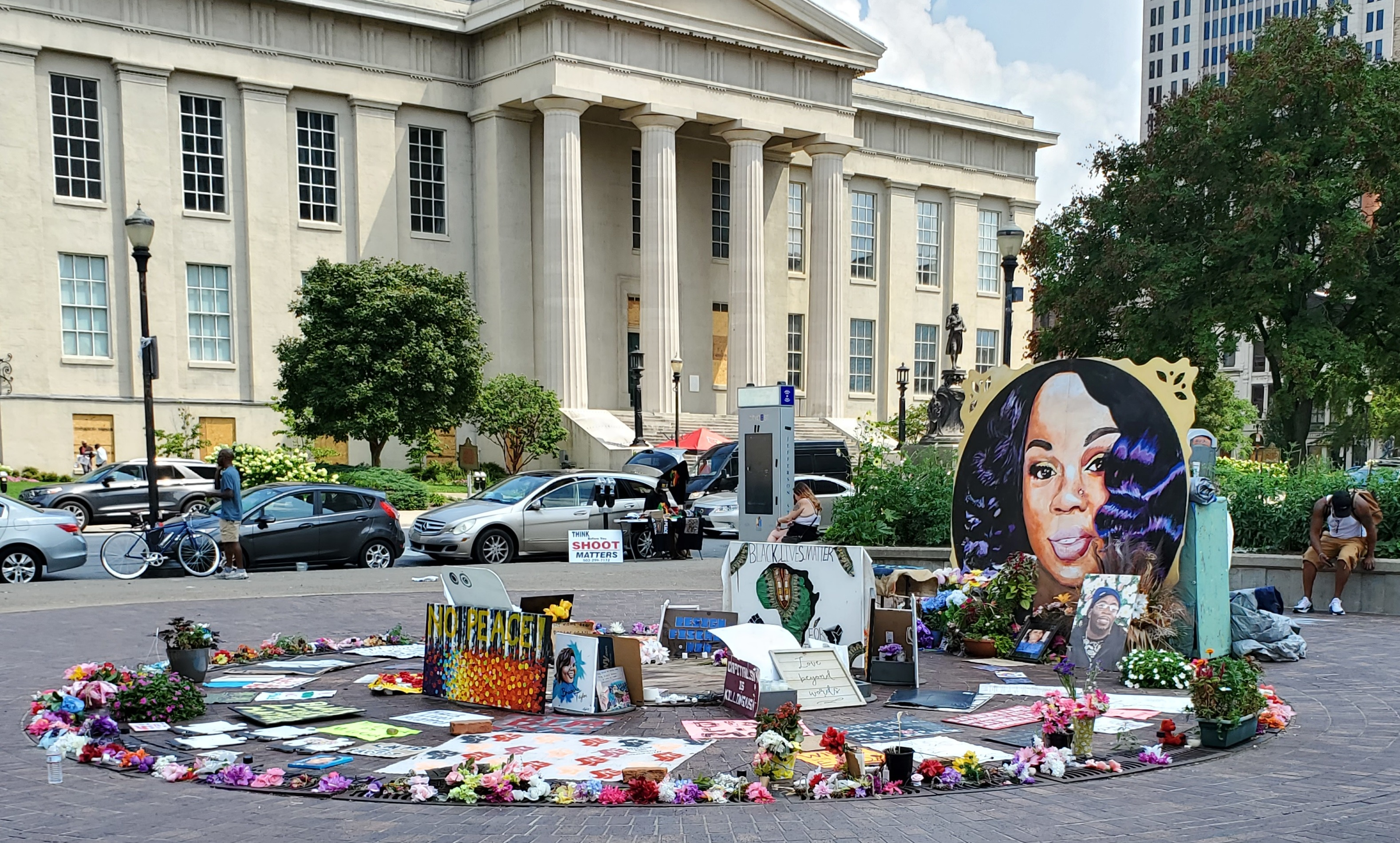
Breonna Taylor Memorial w Louisville Kentucky

Zastrzelenie Breonny Taylor – spowodowanie śmierci 26-letniej Afroamerykanki i ratowniczki medycznej Breonny Taylor, która została zastrzelona przez policję w swoim mieszkaniu w Louisville w stanie Kentucky 13 marca 2020. Wydarzenie to wywołało protesty przeciwko brutalności policji w Stanach Zjednoczonych .

## Strzelanina
13 marca 2020 po północy trzech policjantów w cywilu (Jonathan Mattingly, Brett Hankison, Myles Cosgrove) staranowało drzwi mieszkania Taylor . Policjanci mieli nakaz przeszukania mieszkania wydany w związku z podejrzeniem przestępstw narkotykowych . Podejrzenia były związane z byłym chłopakiem Taylor, Jamarcusem Gloverem, który został aresztowany kilka miesięcy wcześniej i oskarżony o handel narkotykami . Według relacji policjantów przed staranowaniem drzwi oznajmili swoje zamiary i tożsamość, chłopak Taylor, Kenneth Walker, twierdzi, że tego nie zrobili i że nie wiedział, kim są . Po wejściu policjantów Kenneth Walker otworzył do nich ogień . Policjanci odpowiedzieli ogniem. Wywiązała się strzelanina. Jeden z funkcjonariuszy, Jonathan Mattingly, został zraniony w udo . Drugi funkcjonariusz Brett Hankison oddał 10 serii strzałów na ślepo do środka mieszkania . Taylor została ranna . Walker zadzwonił na numer alarmowy, stwierdził, że do jego mieszkania włamali się obcy ludzie i postrzelili jego dziewczynę . Taylor nie otrzymała pomocy medycznej, zmarła kilka minut po strzelaninie . W mieszkaniu nie znaleziono narkotyków .

## Następstwa
Chłopak Taylor, Kenneth Walker, został oskarżony o usiłowanie zabójstwa funkcjonariusza policji . Sprawa została jednak umorzona . 23 czerwca 2020 jeden z funkcjonariuszy biorących udział w wydarzeniu, Brett Hankison, został zwolniony z policji za łamanie zasad dotyczących oddawania ognia . Ustalono, że Hankison strzelał na oślep, co jest wbrew zasadom policji w Kentucky . Żaden z policjantów nie został oskarżony o śmierć Taylor .

## Protesty
Zastrzelenie Taylor wywołało szerokie protesty społeczne w USA i na świecie. Szczególne oburzenie wzbudził fakt, że policjanci odpowiedzialni za śmierć Taylor nie zostali oskarżeni o jej zabójstwo . Solidarność z Taylor wyrazili m.in. Lewis Hamilton , Naomi Osaka.
5 czerwca 2020, w rocznicę urodzin Taylor, w mediach społecznościowych wiele osób używało tagu "#SayHerName", by upamiętnić jej śmierć, a także przypomnieć inne czarne kobiety, które zostały zabite przez policję w USA (Tanisha Anderson, Atatiana Jefferson) . W kampanie włączyli się m.in. polityczka Partii Demokratycznej, przyszła wiceprezydent Stanów Zjednoczonych Kamala Harris, czy senator Cory Booker . Inicjatorką akcji była prawniczka Kimberlé Williams Crenshaw .

## Odniesienia w kulturze
W 2020 powstała piosenka pt. „Manifest2020”, będąca przeróbką utworu pt. „Manifest” grupy Sepultura, wydanego pierwotnie na albumie Chaos A.D. z 1993, aczkolwiek z osobnym tekstem, odnoszącym się do sprawy śmierci Breonny Taylor; w nagraniu utworu wzięli udział: Matt Dalberth – wokalista (Revival), Marc Rizzo – gitara prowadząca (Soulfly, Cavalera Conspiracy), Brian „Mitts” Daniels – gitara rytmiczna, nagranie i miksowanie (eks-Madball, Skarhead), Tony Campos – gitara basowa (Static-X, Soulfly, Fear Factory), Walter „Monsta” Ryan – perkusja, inicjator projektu (eks-D.R.I., Madball). 